# Javier Morales

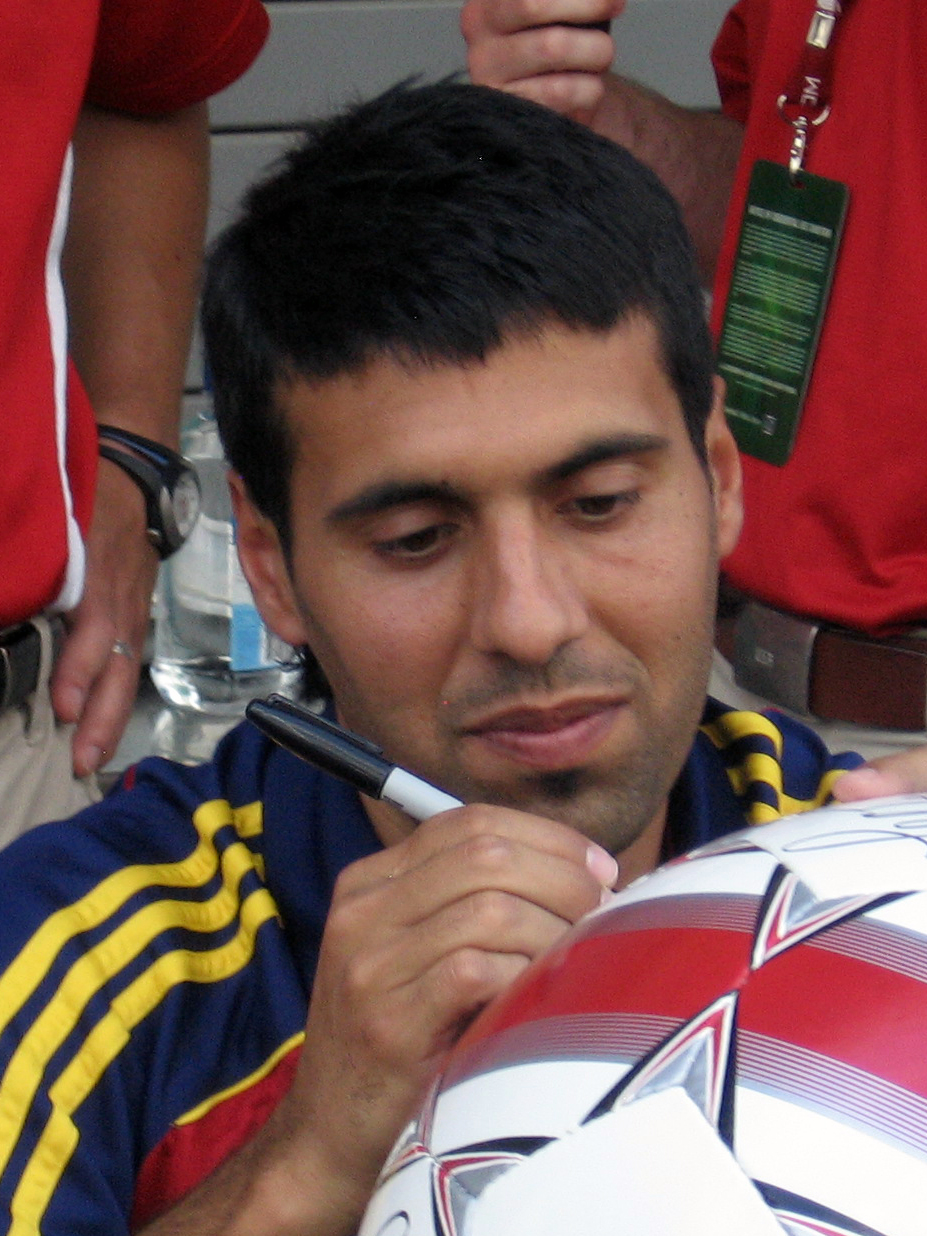
Imagem do ex-futebolista argentino Javier Morales.

Javier Morales (Buenos Aires, 10 de Janeiro de 1980) é um ex-futebolista argentino, que atuava como meio campista. Atualmente é assistente técnico do Inter Miami CF.

## Carreira
Morales fez praticamente toda sua carreira em times da Argentina como Arsenal de Sarandi, Lanús, Newells Old Boys e Instituto Central. No começo de 2007 se transferiu para a Major League Soccer indo atuar no Real Salt Lake. 
O jogador é um dos principais  idolos do time de Utah, sendo o segundo maior artilheiro da historia do clube e ajudou na conquista da MLS Cup de 2009.